# オーヴァーロード
『オーヴァーロード』（Overlord）は、2018年のアメリカ合衆国のホラー映画。監督はジュリアス・エイヴァリー、主演はジョヴァン・アデポが務めた。

## ストーリー
ノルマンディー上陸作戦が開始された直後、ボイスら第101空挺師団の兵士は同地のドイツ軍の通信網を破壊するべく敵地へと乗り込んだ。部隊が散り散りになりつつも、生き残った者たちで目的地に到着した一行はナチスドイツの兵士たちを相手に激戦を繰り広げることになったが、そこにはナチスが人体実験で生み出した怪物の姿もあった。

## キャスト
| 役名                               | 俳優                       | 日本語吹替1                    | 日本語吹替2                                   |
| ---------------------------------- | -------------------------- | ------------------------------ | --------------------------------------------- |
| エドワード・ボイス上等兵           | ジョヴァン・アデポ         | 高橋英則                       | 逢笠恵祐                                      |
| ルイス・フォード伍長               | ワイアット・ラッセル       | 江頭宏哉                       | 浜田賢二                                      |
| クロエ・ローレント                 | マチルド・オリヴィエ       | 藤田奈央                       | 志田有彩                                      |
| ワフナー大尉                       | ピルー・アスベック         | 間宮康弘                       | 鶴岡聡                                        |
| ライル・ティベット上等兵           | ジョン・マガロ             | 松重慎                         | 林勇                                          |
| モートン・チェイス二等兵           | イアン・デ・カーステッカー | 谷口悠                         | 落合佑介                                      |
| チャーリー・ドーソン上等兵         | ジェイコブ・アンダーソン   | 虎島貴明                       | 岡井カツノリ                                  |
| ジェイコブ・ローゼンフェルド上等兵 | ドミニク・アップルホワイト | 井上優                         | 石井マーク                                    |
| ポール・ローレント                 | ジャニー・トーファー       | 金田愛                         |                                               |
| グルナウアー                       | ジョセフ・クイン           |                                |                                               |
| レンシン軍曹                       | ボキーム・ウッドバイン     |                                | 志村知幸                                      |
| Dr.シュミット                      | エリック・レッドマン       |                                |                                               |
| その他日本語吹替出演者             | N/A                        | 上絛千尋 いとうさとる 藤原聖侑 | こばたけまさふみ バトリ勝悟 山下大輝 吉野貴大 |

- 日本語吹替1 - 日本盤ソフト（ワーナー・ブラザース版）収録
- 日本語吹替2 - 海外盤ソフト（パラマウント・ピクチャーズ版）収録

## 製作
2017年2月1日、ジュリアス・エイヴァリーが本作の監督に起用されたとの報道があった。5月17日、ジョヴァン・アデポ、ワイアット・ラッセル、ジェイコブ・アンダーソン、ピルー・アスベック、ドミニク・アップルホワイト、イアン・デ・カーステッカー、ジョン・マガロ、マティルド・オリヴィエ、ボキーム・ウッドバインらがキャスト入りしたと報じられた。ネット上を中心に、本作がクローバーフィールド・ユニバースの第4作になるとの噂が流れたが、2018年4月にJ・J・エイブラムスがその噂を否定した。

### 撮影
2017年5月、本作の主要撮影がイギリスで始まった。

## 公開
当初、本作は2018年10月26日に全米公開される予定だったが、後に公開日が同年11月9日に延期されることとなった。
2018年7月18日、本作のファースト・トレイラーが公開された。9月22日、本作はファンタスティック・フェストでプレミア上映された。
本作は『グリンチ』及び『蜘蛛の巣を払う女』と同じ週に封切られ、公開初週末に1100万ドル前後を稼ぎ出すと予想されていたが、この予想は的中した。2018年11月19日、本作は全米2859館で公開され、公開初週末に1020万ドルを稼ぎ出し、週末興行収入ランキング初登場3位となった。

## 評価
本作は批評家から好意的に評価されている。映画批評集積サイトのRotten Tomatoesには26件のレビューがあり、批評家支持率は88%、平均点は10点満点で6.6点となっている。サイト側による批評家の見解の要約は「歴史改変ものでもあり、ゾンビスリラーものでもあり、グロ描写のオンパレードとも言える。『オーヴァーロード』は様々な嗜好を持つB級映画ファンにA級の娯楽をもたらしている。」となっている。また、Metacriticには8件のレビューがあり、加重平均値は63/100となっている。なお、本作のCinemaScoreはBとなっている。